# Толл-подобный рецептор 7
TLR7 (толл-подобный рецептор 7) — мембранный белок, входящий в группу толл-подобных рецепторов, обеспечивающих функционирование врождённого иммунитета. Рецептор локализуется в эндосомах и распознаёт одноцепочечные молекулы РНК, являясь наряду с TLR3 и TLR9 компонентом антивирусной системы защиты организма. Открыт в 2000 году. 

## Лиганды
Естественным лигандом рецептора являются одноцепочечные молекулы РНК, характерные для вирусного генома. Для искусственной активации рецептора применяются синтетические соединения — производные имидазохинолина (имихимод и резихимод), обладающие благодаря этому свойству антивирусной фармакологической активностью.

## Структура и функции
Ген TLR7 состоит из единственного экзона и кодирует трансмембранный белок из 1049 аминокислот. Рецептор способен активировать факторы транскрипции NF-kB и IRF7. Передача сигнала осуществляется через адаптерные белки MyD88, TRAF6 и IRAK4.